# José Frèches
José Frèches (ur. 25 czerwca 1950 w Dax, Landes) – francuski powieściopisarz, sinolog.

## Życiorys
Studiował historię sztuki w Aix-en-Provence, ukończył też prestiżową Wyższą Szkołę Administracji (ENA). Pracował jako konserwator w muzeum Guimet, w Luwrze i muzeum w Grenoble. Był doradcą do spraw mediów w gabinecie Jacques’a Chiraca, gdy ten objął tekę premiera. Przez dwa lata pełnił funkcję prezesa telewizji Canal+, pracował też na stanowisku dyrektora generalnego grupy prasowej Midi libre. Od roku 2000 poświęca się pisaniu. Akcja jego powieści zazwyczaj rozgrywa się w Chinach.
W 2010 r. był osobą odpowiedzialną za francuski pawilon podczas wystawy Expo 2010 w Szanghaju, w Chinach.